# Nycteribia kolenatii
Nycteribia kolenatii är en tvåvingeart som beskrevs av Theodor 1954. Enligt Catalogue of Life ingår Nycteribia kolenatii i släktet Nycteribia och familjen lusflugor, men enligt Dyntaxa är tillhörigheten istället släktet Nycteribia och familjen fladdermusflugor. Arten är reproducerande i Sverige. Inga underarter finns listade i Catalogue of Life.

## Bildgalleri

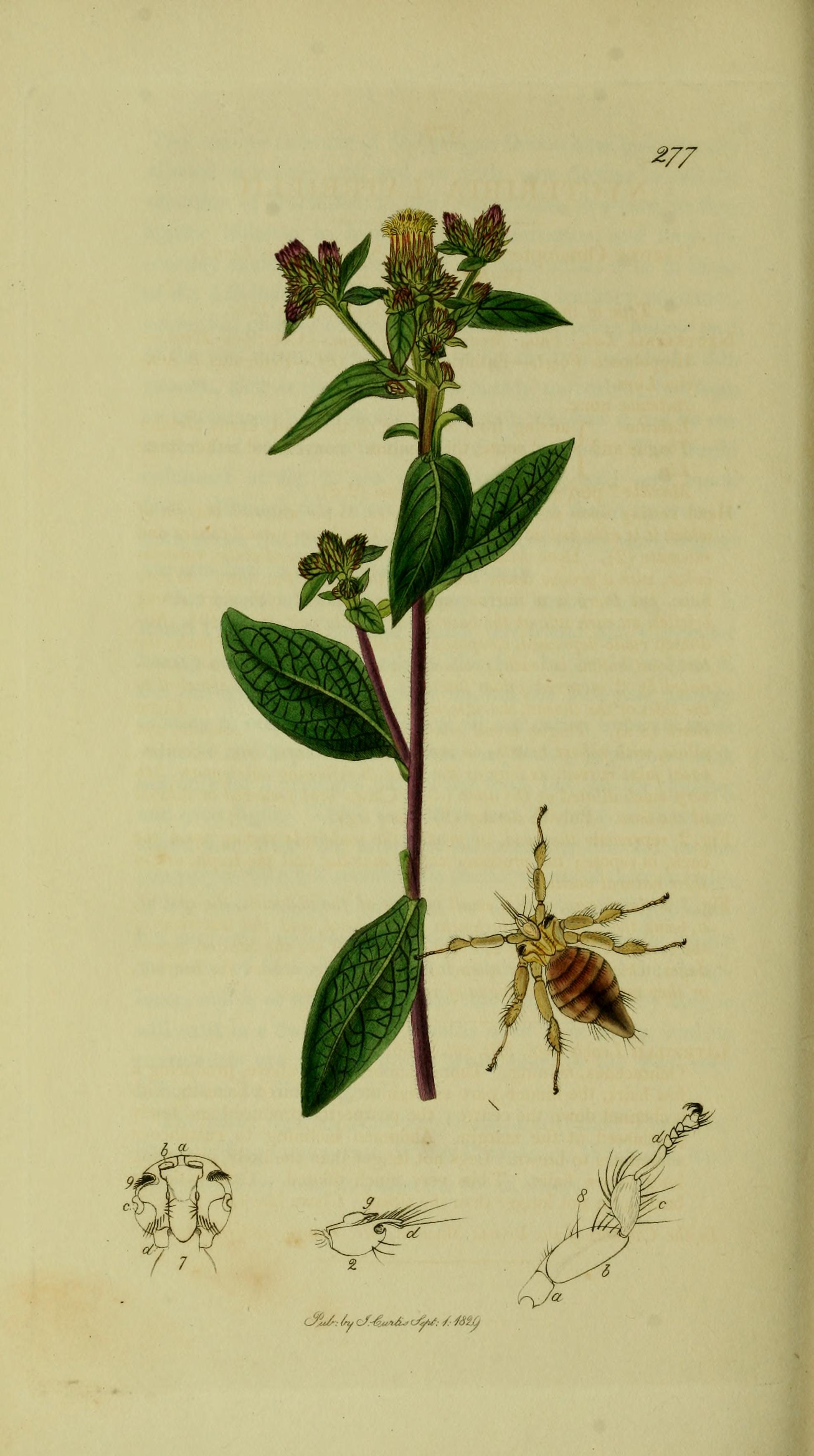